# 48e cérémonie des Golden Horse Film Festival and Awards
La 48e cérémonie des Golden Horse Film Festival and Awards s'est déroulée le 26 novembre 2011 au mémorial de Sun Yat-Sen à Taipei, Taïwan. Organisés par le Taipei Golden Horse Film Festival Executive Committee, ces prix récompensent les meilleurs films en langue chinoise de 2010 et 2011.

## Palmarès

### Meilleur film
- Warriors of the Rainbow: Seediq Bale de Wei Te-sheng
  - Let the Bullets Fly de Jiang Wen
  - Une vie simple de Ann Hui
  - Return Ticket de Teng Yung-shin
  - The Piano in a Factory de Zhang Meng

### Meilleur réalisateur
- Ann Hui pour Une vie simple

### Meilleur acteur
- Andy Lau pour Une vie simple

### Meilleure actrice
- Deannie Yip pour Une vie simple